# Шайо (река)
Шайо или Сла́на (словац. Slaná, венг. Sajó, нем. Salz, в переводе «Солёная») — река в Словакии и Венгрии, приток Тисы. Относится к бассейну Дуная.
Протекает через Рожняву, Торналю (Словакия); Путнок, Шайосентпетер, Казинцбарцика, Мишкольц (Венгрия). Главные притоки — Бодва, Горнад, Римава, Мурань, Синва.
Площадь водосборного бассейна 12 700 км², общая длина 229 км. Средний расход воды 70 м³/с. Не ежегодно замерзает на 1-2 месяца. Питание преимущественно дождевое, с летне-осенними паводками.
С февраля 2022 года в реку стекают сточные воды из железнорудного рудника, которые окрасили воду в оранжевый цвет и уничтожили флору и фауну. Эколог Орш Орос (Orosz Örs) заявил:
Каждый день в реку сбрасывается 1,5 миллиона литров шахтных вод, а это значит, что в речную воду попадает более 4 тонн железа, более 34 тонн сульфата, более 1,5 тонн цинка и около 5 килограммов мышьяка.